# Penarddun
Penarddun – w mitologii celtyckiej żona Lira, z którym miała dzieci: Bran, Branwen, Manannan mac Lir i Manawydan. Inny mężczyzna, Eurossydd, trzymał jej męża w niewoli tak długo, aż zgodziła się spędzić z nim noc; skutkiem tego związku były bliźniaki o imionach Nisien i Efnisien.